# Whirlpool (kryptografi)
Whirlpool är en kryptologisk algoritm funktion designad av Vincent Rijmen och Paulo S. L. M. Barreto. Den är standard enligt ISO/IEC 10118-3, som i sin tur är en gemensam standard som både ISO och IEC har. Den är ett blockkrypto, vilket betyder att alla delar av ett meddelande krypteras individuellt och sedan sänds i oordning. Den är en envägs variant på Miyaguchi-Preneel-funktion.
Systemet har funnits sedan 2000,  och undergår fortfarande[när?] förändringar.
Whirlpool är uppkallad efter i Malströmsgalaxen (M51) i Jakthundarna. 